# Кристиан Крековић
Кристиан Крековић (28. март 1901. – 21. новембар 1985) био је југословенски сликар портрета и етнографске умјетности. Касније у животу постао познат по својој фасцинацији умјетности Инка народа, а провео је низ година живећи у Перуу.
Од шездесетих година прошлог вијека, живио је у Палми на острву Мајорци, гдје је умро 1985. године. На Мајорци постоји музеј који је назван по њему и посвећен је претежно његовој умјетности.

## Биографија
Вјерује се да је Крековић рођен у селу Копривна у близини Модриче, у породици босанских Хрвата поријеклом из Лике. Дјетињство и младост провео је у Маглају и Тузли, гдје је похађао средњу школу. Крајем Првог свјетског рата, Крековић је отишао у Беч на студије, иако их је на крају завршио у Паризу. Студирао је сликарство у Бечу од 1921. године на Академији ликовних умјетности, на којој је дипломирао 1925. године, а затим је студирао сликарство и архитектуру на Академији ликовних умјетности у Паризу. Његова прва јавна изложба одржала се 1925. године у „Lounge des Artistes Français”. Постао је члан Француског друштва ликовних умјетности 1928. године и награђен је златном медаљом на изложби међународне умјетности у Бордоу.
Крековић је 1930. године почео да путује са својом супругом по Перуу, гдје је провео 35 година. Током тог времена, Крековић је проучавао многе аспекте цивилизације Инка, а често је путовао по Андима тражећи домородачке теме за сликање. Путовао је у Европу у више наврата током овог периода, а у различитим фазама је добијао је поруџбине за сликање портрета Елизабете Боуз-Лајон, краљице Уједињеног Краљевства, као и више других чланова европских краљевских породица.
Године 1931. Крековић постаје пријатељ са Махатмом Гандијем и слика његов портрет, а Ганди је за Крековића рекао: „Осјећање Кристиана Крековића према свијету је јединствено. Оно прожима сву његову умјетност, а прожима је изузетном креативношћу и конструктивним карактером”.
Други свјетски рат провео је у Загребу. Након рата југословенска влада му је судила, заједно са Ловром Матачићем и Тином Ујевићем, зато што је насликао фашистичког генерала Анту Павелића. На том суђењу му је одузета сва покретна и непокретна имовина.
Преуанска влада 1955. године спонзорисала је изложбу Крековићеве етнографске умјетности инспирисане Инкама у САД. На овој турнеји, Крековић је инсистирао да се окарактерише као „перуански умјетник хрватског поријекла” што је резултирало протестима југословенске амбасаде.
У Палми се настанио 1965. године, гдје је 1977. године изградио Музеј Палме де Мајорке, данас познат као Музеј Крековић. Музеј Крековић званично је отворен 1981. године, а отворила га је Краљица Софија од Шпаније. Крековић је умро у својој кући на Мајорци 21. новембра 1985. године.

## Дјела
Најпознатије Крековићево дјело је „Егзодус двадесетог стољећа”, слика широка скоро четири метра.
Поред дјела инспирисаних перуанском и културом Инка, Крековић је сликао портрете многих министара, државника и изузетних личности, међу којима су и:
- Махатма Ганди (1931)
- Краљица Марија од Тека (1938; портрет се чува у Бакингемској палати)
- Шпанска краљевска породица (краљ Хуан Карлос и краљица Софија)
- Шведска краљевска породица (1948)
- Марија од Единбурга
- Александар Карађорђевић (1933/34)[5]

### Слике збирке Крековић
- Индиос
- Индиос II
- Индијанка са шеширом
- Индијанка са шеширом и марамом
- Жена са шеширом и марамом
- Жена у полупрофилу са шеширом и марамом
- Жена у црвеној марами
- Насмијана жена са шеширом
- Глава жене с црвеном марамом
- Глава жене у профилу
- Портрет дугокоског индијанца
- Профил жене са зеленом марамом
- Жена са шеширом и бијелом марамом
- Индијанац у црвеној одори
- Индијос с великим наушницама
- Профил индиоса у капи и црвеном шеширу
- Глава индиоса у капи с црвеним плетеницама
- Индиос у богатој одори
- Индиос испред храма
- Индиос са украшеним штапом у руци
- Млада индијанка
- Индијанка у црвеној одори пред плаво зеленом позадином
- Индијанка с двоје дјеце
- Млада индијанка с дугом марамом на глави
- Индиос са плетеном капом
- Жена са сламнатим шеширом и бијелом марамом
- Дјевојчица с бијелим зецом
- Дјевојчица с дјететом и псом
- Млади пар
- Индиос у планини с кукурузом у руци
- Полунага индијанка с дјететом на леђима
- Љама
- Група индиоса

### Донације
Након Крековићеве смрти, његова супруга Сина је 1991. године поклонила Хрватској 52 цртежа који се данас налазе у Модерној галерији (20 цртежа), Националној и универзитетској библиотеци (16 цртежа) и Кабинету графике ХАЗУ (16 цртежа).
Године 1994. покломила је осамдесетак уља на платну од којих је трећина трајно сачувана у згради Градске библиотеке у Перушићу, родном граду Кристиановог оца Рока.

## Награде и признања
- Златна медаља у Бордоу на изложби међународне умјетности (1928)
- „Ред истакнутих заслуга” (1954)
- Титула почасног грађанина града Куско, као и Златна медаља града (1966)